# Beb Bakhuys
Elisa Hendrik Beb Bakhuys (16 d'abril de 1909 - 7 de juliol de 1982) fou un futbolista neerlandès de la dècada de 1930 i entrenador.
Destacà als clubs HBS, Zwolsche AC i THOR de les Índies Orientals Neerlandeses a Surabaya. El 1937 fitxà pel VVV. Fou el segon futbolista neerlandès en jugar a l'estranger, en fitxar pel FC Metz el 1937.
Marcà 28 gols en 23 partits per la selecció dels Països Baixos, amb la qual participà en la Copa del Món de futbol de 1934.

## Referències

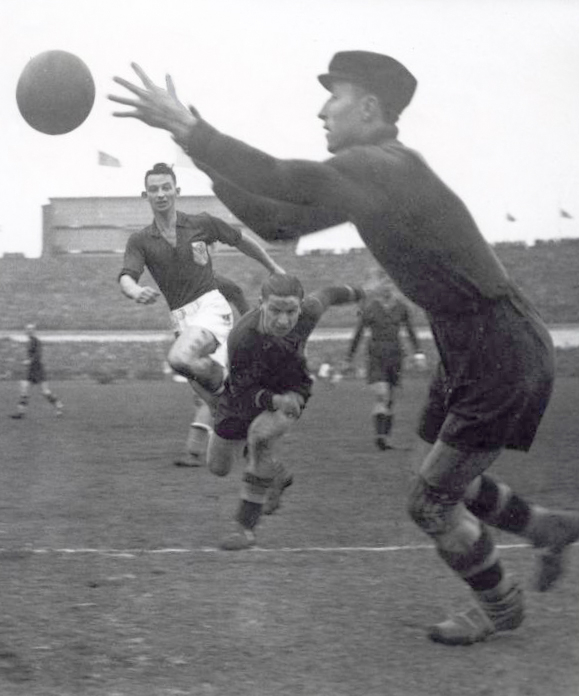
Bep Bakhuys acacant durant el partit Holanda-Bèlgica, 1935.